# 1907年亚南极群岛科学考察

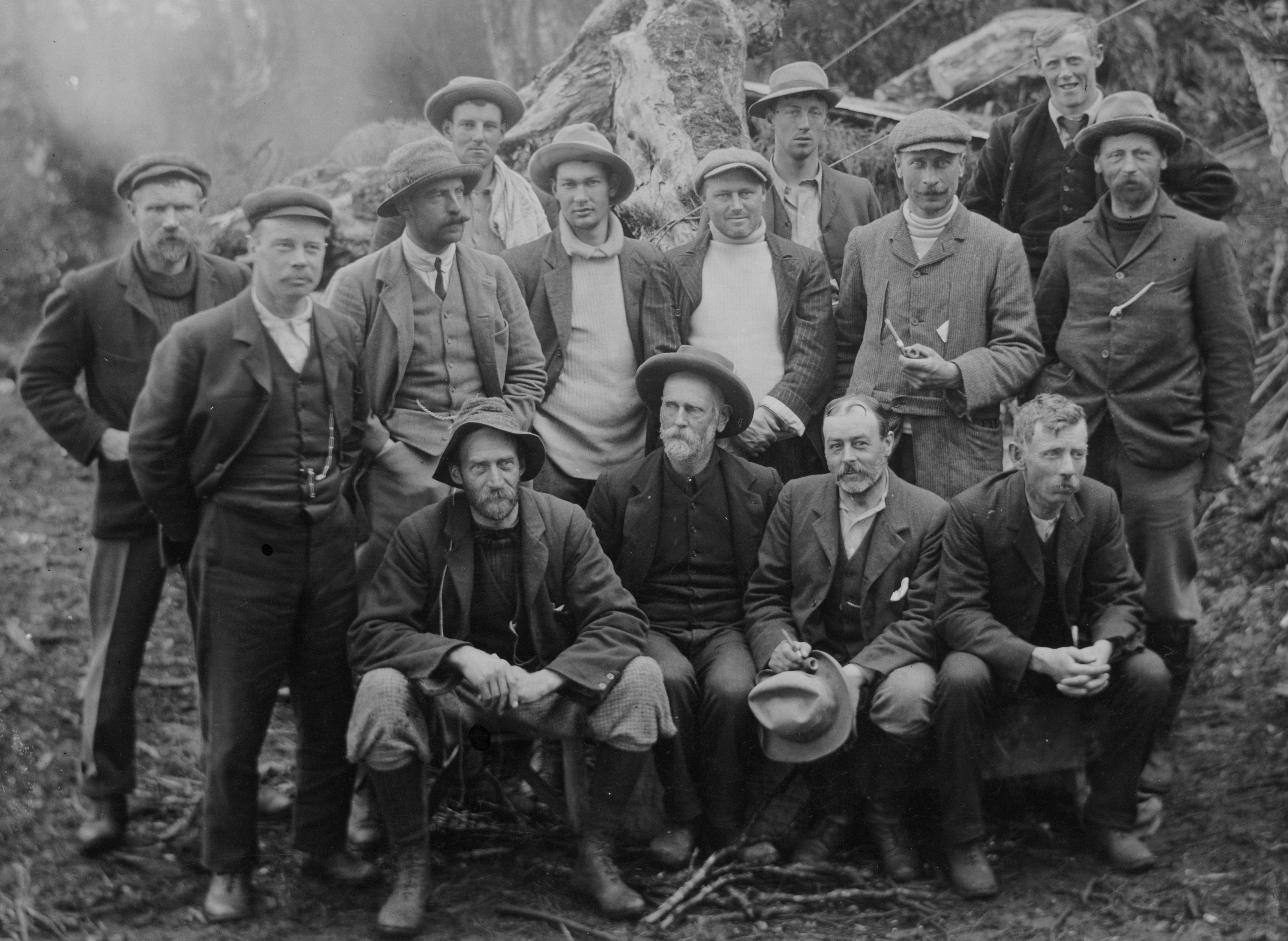
奥克兰群岛科学人员

1907年亚南极群岛科学考察是由坎特伯雷哲学研究所组织的。 这次科考的主要目的是通过调查坎贝尔岛和奥克兰群岛来扩展新西兰地磁测量的范围，也同时进行了关于植物、生物和动物学的调查。

## 準備工作

### 人员
科考队成员包括26人，被分成两个主要小组，一个考察坎贝尔岛，另一个考察奥克兰群岛，目的是让这些小组下船去调查的同时，NZGSS Hinemoa可以例行检查其他亚南极岛屿的海难应急物资点，然后返回接科考队。
| 植物学考察 - Leonard Cockayne - Bernard Aston - John Smaillie Tennant - Arthur Dorrien-Smith - Robert M. Laing - Joseph Crosby-Smith | 地质学考察 - Robert Speight - Alexander Moncrief Finlayson - G. S. Collyns - Patrick Marshall - Robert Browne | 地磁测量 - Coleridge Farr - Henry Denman Cook - Henry Fawsit Skey - Edward Kidson - C. A'Court Opie | 动物学考察 - William Benham - 乔治·哈德逊 - Edgar Ravenswood Waite - Charles Chilton - George Marriner - James Boxer Mayne - Harry Borrer Kirk |